# Eichstätt

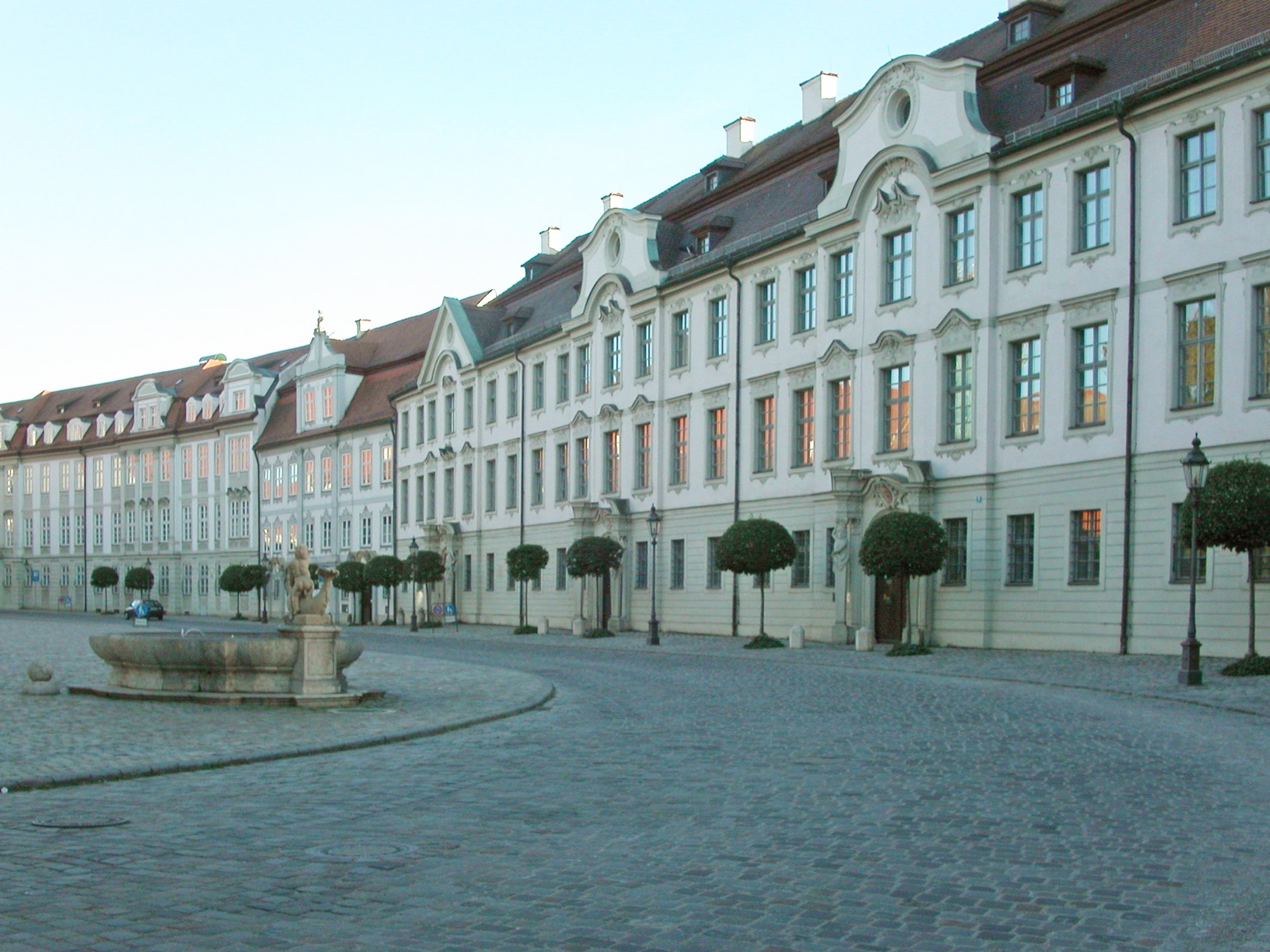
Residenzplatz ở trung tâm Eichstätt

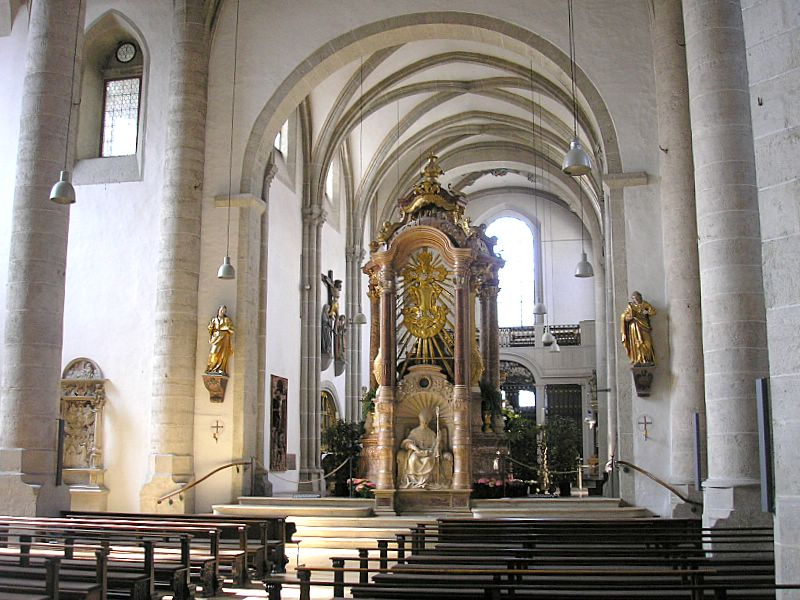
Nhà thờ chính tòa Eichstätt - nhìn về dàn hợp xướng phía Tây

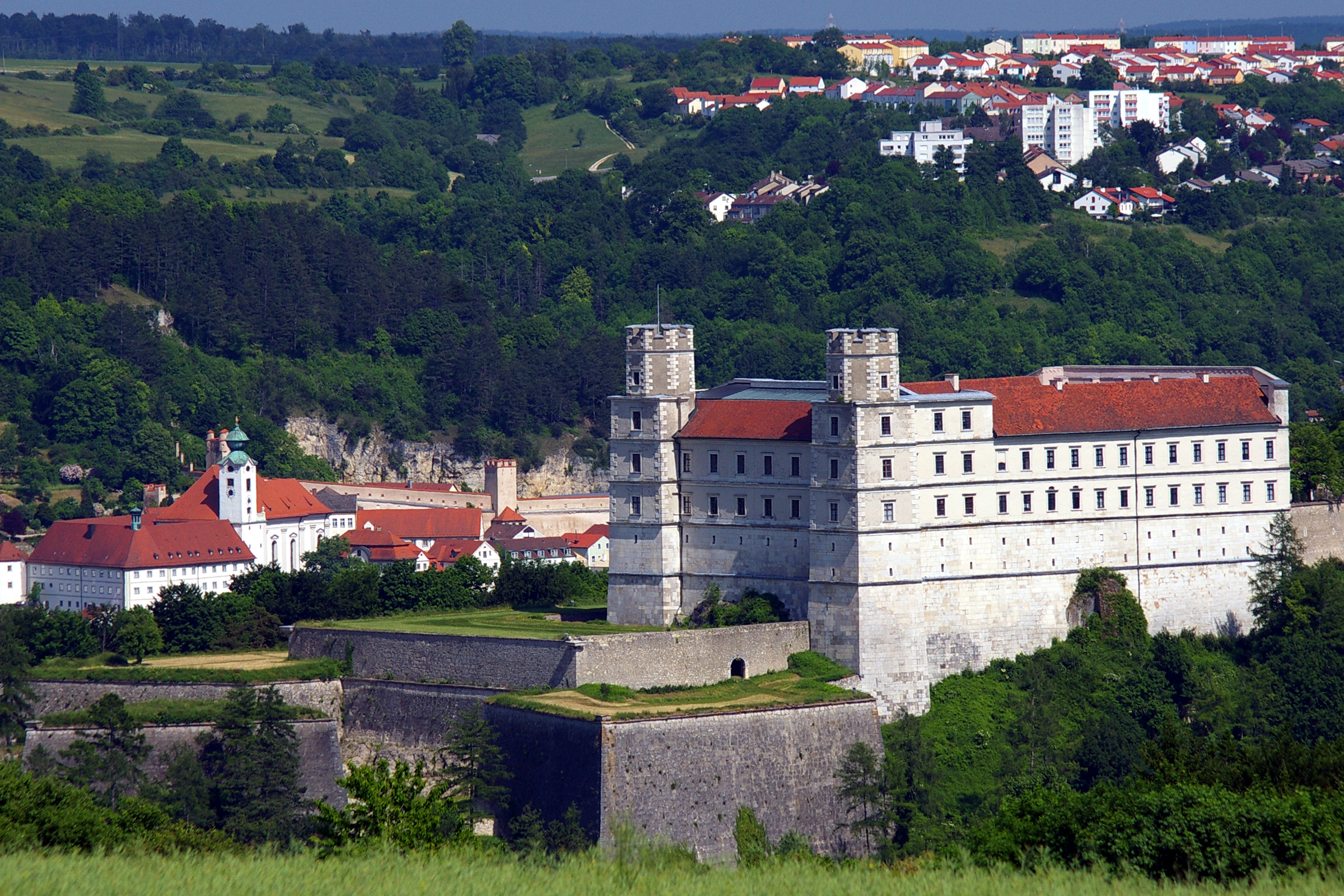
Willibaldsburg trên Eichstätt

Eichstätt (phát âm tiếng Đức: [ˈaɪçʃtɛt]) là một thị trấn ở bang Bayern, Đức, thủ phủ của Eichstätt (huyện). Nó nằm bên sông Altmühl và có dân số khoảng 13.000 người. Eichstätt cũng là nơi đặt trụ sở của Giáo phận Công giáo La Mã Eichstätt.

## Địa lý

### Vị trí
Eichstätt nằm ở cả hai bên sông Altmühl trong huyện Eichstätt của vùng Oberbayern, Bayern, ở trung tâm của Công viên Thiên nhiên Thung lũng Altmühl.

### Địa chất
Eichstätt nằm trong một thung lũng của kỷ Jura Franconian và nổi tiếng với các mỏ đá Solnhofen Plattenkalk (đá vôi kỷ Jura). Trên Blumenberg, mẫu vật Archaeopteryx ở Berlin được Jakob Niemeyer tìm thấy.

## Lịch sử
Thánh Willibald thành lập Giáo phận Eichstätt trên địa điểm của một trạm La Mã cũ (Aureatum hoặc Rubilocus) vào năm 741. Thành phố được xây tường thành và được cấp phép vào năm 908. Nó được cai trị bởi một công tước giám mục, và trong Đế chế La Mã Thần thánh là nơi đặt trụ sở của Tòa Giám mục của Eichstätt cho đến khi bị thế tục hóa vào năm 1802. Năm 1806, nó trở thành một phần của Vương quốc Bayern. Eichstätt được quy định như một phần của Công quốc Eichstätt, mà Vua Maximilian I đã cấp cho con rể của mình là Eugène de Beauharnais vào năm 1817 và một tòa giám mục được tái lập vào năm 1821.   Nó được giao lại cho nhà vua Bayern vào năm 1855.
Vào năm 870, hài cốt của Thánh Walpurga được chuyển từ nơi giam giữ ban đầu ở Heidenheim đến Eichstätt, nơi mà vào năm 1035, địa điểm chôn cất mới hơn được bảo tồn ở Tu viện Benedictine của St. Walburga, tiếp tục cho đến ngày nay.

## Chiến tranh Thế giới II
Tù binh của quân Đồng minh bị giam giữ tại Eichstätt trong Thế chiến thứ hai. Các hoạt động được thực hiện bởi các tù nhân ở đó bao gồm cố gắng vượt ngục và sản xuất các vở kịch và tác phẩm âm nhạc. Chúng bao gồm Hamlet và Hài kịch sai sót (Comedy of Errors) của William Shakespeare, buổi ra mắt Hậu chết chóc (Post-Mortem) của Noël Coward và Bản Ballad của Little Musgrave và Lady Barnard của Benjamin Britten.

## Danh lam thắng cảnh
Địa điểm quan trọng là Willibaldsburg. Bên cạnh nhà thờ chính tòa, Eichstätt còn có nhiều nhà thờ và tu viện.

## Giáo dục
Eichstätt là quê hương của Katholische Universität Eichstätt-Ingolstadt (KU), trường đại học Công giáo duy nhất ở Đức. KU được thành lập vào năm 1980, được cấp toàn quyền của một trường đại học, bao gồm cả các bằng cấp Ph.D. và Habilitation của Nhà nước Bayern. 